# Iain Hamilton
Iain Hamilton   (Glasgow, 6 de juny de 1922 - Londres, 21 de juliol de 2000) va ser un compositor i professor de música escocès.
Hamilton va assistir a la "Mill Hill School" de Londres i va cursar una carrera d'enginyeria. Als 25 anys va obtenir la llicenciatura a la Royal Academy of Music, on va estudiar piano amb Harold Craxton i Guy Jonson i composició amb William Alwyn fins al 1950.
El 1950 va guanyar el premi Dove de la Royal Academy i l'any següent el premi de la "Royal Philharmonic Society" pel seu concert per a clarinet, el premi de la Fundació Koussevitzky per la seva segona simfonia i el premi Edwin Evans. Del 1951 al 1960 va ensenyar al "Morley College" de Londres, del 1952 al 1960 també a la Universitat de Londres.
Hamilton va viure als EUA del 1961 al 1981. Aquí va ocupar la càtedra Mary Duke Biddle a la Universitat Duke de Durham fins al 1978. El 1962 va ser compositor resident al "Berkshire Music Center de Tanglewood". La Universitat de Glasgow li va concedir el doctorat honoris causa el 1970. El 1961 la seva música es va utilitzar per al curtmetratge Seawards the Great Ships. Aquesta va continuar sent la seva única activitat en el sector del cinema.
L'any 1983 el director John Lubbock amb l'orquestra Orquestra de St John's Smith Square, li va estrenar la seva òpera Lancelot.
Després del seu retorn dels EUA, Hamilton va viure a Londres fins a la seva mort.